# 蕭恵休
蕭 恵休（蕭惠休、しょう けいきゅう、生年不詳 - 500年）は、南朝斉の軍人。本貫は南蘭陵郡蘭陵県。

## 経歴
宋の征西将軍・儀同三司の蕭思話の子として生まれた。永明4年（486年）、広州刺史となった。永明11年（493年）、輔国将軍・南海郡太守から徐州刺史となった。蕭昭業が即位すると、冠軍将軍の号に進んだ。建武2年（495年）、北魏軍が鍾離を包囲したが、恵休が防戦を指揮し、北魏の軍を撃退した。侍中に転じ、歩兵校尉を兼ね、建安県子に封じられた。永泰元年（498年）、仮節を受けて寿陽の援軍として赴いた。永元元年（499年）、呉興郡太守として出向した。10月、建康に召還されて尚書右僕射となった。
永元2年（500年）3月、死去した。金紫光禄大夫の位を追贈された。

## 伝記資料
- 『南斉書』巻46 列伝第27
- 『南史』巻18 列伝第8